# Хайнрих XI фон Флекенщайн
Хайнрих XI (IX) фон Флекенщайн (на немски: Heinrich XI (IX) von Fleckenstein; * пр. 1348; † 1420) от благородническата фамилия Флекенщайн до северните Вогези в Елзас е господар на Дагщул, Хунзинген и Байнхайм, рицар, основател на линията Дагщул.
Той е син на Хайнрих VIII фон Флекенщайн († 1347/1348) и съпругата му Елизабет фон Варсберг-Сарбрюкен-Дагщул(† сл. 23 декември 1345), вдовица на Йохан IV фон Брукен, господар на Хунзинген († 1333), внучка на Боемунд I фон Саарбрюкен († 1308), дъщеря на рицар Боемунд II фон Сарбрюкен-Дагщул († 24 декември 1339) и Агнес фон Финстинген-Шваненхалс († сл. 1331), дъщеря на Хуго I фон Финстинген († сл. 1304).
Фамилията фон Флекенщайн е издигната през 1467 г. в съсловието на имперските фрайхерен.

## Фамилия
Хайнрих XI фон Флекенщайн се жени пр. 1362 г. за Йохана фом Хауз-Изенхайм († сл. 1378), дъщеря на Дитрих фом Хауз, господар на Изенхайм. Те имат четири деца:
- Бернхард Ханс фон Флекенщайн († сл. 1387)
- Хайнрих XIV фон Флекенщайн († сл. 1387)
- Фридрих III фон Флекенщайн († 2 юли 1431 убит в битка при Булгневил в Лотарингия), рицар, господар на Дагщул, Байнхайм и Маденбург, шериф на Долен Елзас, женен I. пр. 22 юни 1404 г. за Катарина Кемерер фон Вормс-Далберг († 22 юни 1422); II. пр. 3 април 1426 г. за Маргарета фон Хандшуксхайм († сл. 19 октомври 1472)
- Елза фон Флекенщайн († 16 ноември 1413), омъжена за Конрад (Контц) Ландшад фон Щайнах († 14 февруари 1417)

Хайнрих XI фон Флекенщайн се жени втори път сл. 1378 г. за графиня Агнес фон Мьорс-Сарверден, дъщеря на граф Дитрих V фон Мьорс, господар на Дидам († 12 ноември 1365) и Катарина фон Рандерат († 1352). Те имат един син:
- Йохан фон Флекенщайн († 2 декември 1436), епископ на Базел (1423 – 1436).